# 노먼 커크
노먼 에릭 커크(영어: Norman Eric Kirk, 1923년 1월 6일~1974년 8월 31일)는 뉴질랜드의 정치인이다. 1972년부터 1974년 사망할 때까지 제29대 뉴질랜드의 총리였으며 뉴질랜드 노동당에서 4번째로 배출한 총리이다.

## 생애
1923년 1월 6일 노동자 집안에서 태어났다. 1957년 총선에서 뉴질랜드 노동당 소속으로 리틀턴 선거구에 출마해 당선됐다. 1965년 아널드 노드마이어의 뒤를 이어 노동당 대표로 올라섰다. 이후 1965년과 1969년 총선에서 노동당을 이끌었지만 키스 홀리오크 총리가 이끄는 뉴질랜드 국민당에게 간발의 차로 패배했다. 패배 후 당 혁신을 주도했으며 자신의 이미지도 변화, 1972년 총선에서 "지금이다"라는 슬로건을 내걸고 국민당을 꺾어 뉴질랜드의 총리에 취임했다.
총리를 지내면서 외무장관을 직접 겸직, 오세아니아·아프리카·아시아 국가들과의 관계 구축에 나섰다. 특히 오스트레일리아와 연계해 친미 외교 노선에서 벗어나기 시작했다. 한편 태평양에서 치러진 프랑스의 핵폭탄 실험에 강하게 반발했다. 내부적으로는 와이탕이 데이를 공휴일로 지정하고 마오리족 처우 개선을 위한 법률 개정에 힘썼다. 그러나 1973년부터 시작된 제1차 오일 쇼크로 뉴질랜드는 큰 경제적 타격을 받았으며, 이는 정책 집행의 큰 장애물로 다가왔다. 재직 중인 1974년 8월 31일 비만과 지속적인 업무 피로로 인하여 급성 폐 색전증로 사망하였다. 빌 롤링이 총리직을 승계받았고, 수천 명의 시민들이 장례식에 참석했다.

## 역대 선거 결과
| 선거명      | 직책명                    | 대수 | 정당            | 득표율 | 득표수   | 결과 | 당락                   |
| ----------- | ------------------------- | ---- | --------------- | ------ | -------- | ---- | ---------------------- |
| 1957년 선거 | 하원의원(리틀턴 선거구)   | 32대 | 뉴질랜드 노동당 | 48.65% | 8,064표  | 1위  | 리틀턴 하원의원 당선   |
| 1960년 선거 | 하원의원(리틀턴 선거구)   | 33대 | 뉴질랜드 노동당 | 47.65% | 7,910표  | 1위  | 리틀턴 하원의원 당선   |
| 1963년 선거 | 하원의원(리틀턴 선거구)   | 34대 | 뉴질랜드 노동당 | 54.04% | 9,539표  | 1위  | 리틀턴 하원의원 당선   |
| 1966년 선거 | 하원의원(리틀턴 선거구)   | 35대 | 뉴질랜드 노동당 | 52.00% | 9,045표  | 1위  | 리틀턴 하원의원 당선   |
| 1969년 선거 | 하원의원(사이든햄 선거구) | 36대 | 뉴질랜드 노동당 | 63.55% | 10,575표 | 1위  | 사이든햄 하원의원 당선 |
| 1972년 선거 | 하원의원(사이든햄 선거구) | 37대 | 뉴질랜드 노동당 | 67.45% | 11,711표 | 1위  | 사이든햄 하원의원 당선 |

## 참고 문헌
- Gavin McLean. “Norman Kirk”. 《New Zealand History》.